# Nicolae Munthiu
Nicolae Munthiu (n. 1880, Răhău, comitatul Alba de Jos, Regatul Ungariei – d. 1937, Cluj, Regatul României) a fost un deputat în Marea Adunare Națională de la Alba Iulia, organismul legislativ reprezentativ al „tuturor românilor din Transilvania, Banat și Țara Ungurească”, cel care a adoptat hotărârea privind Unirea Transilvaniei cu România, la 1 decembrie 1918.:p. 77

## Biografie
Nicolae Munthiu a fost funcționar bancar la banca Albina din Sibiu, apoi secretarul băncii Silvania din Șimleul Silvaniei. În 1920 a fost numit director al Băncii Agrare din Cluj, și apoi director comercial și administrativ la întreprinderea Iris din Cluj.:p. 283

## Activitatea politică

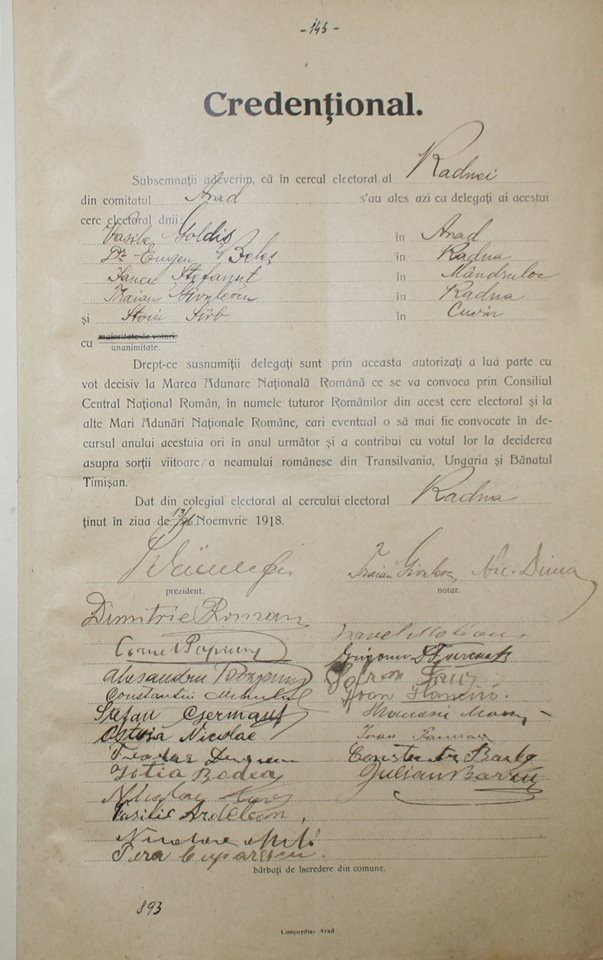
Credențional

În Adunarea Națională din 1 decembrie 1918, Nicolae Munthiu a reprezentat ca delegat de drept Despărțământul Șimleul Silvaniei al "Astra".
Înainte de război  a luat parte la toate adunările de protest împotriva legilor școlare ale lui Apponyi și a proiectelor militare ale guvernului din anii 1901-1911. În anul 1918, a participat la constituirea C. N. R. și a Gărzii Naționale Române.